# Jānis Akuraters

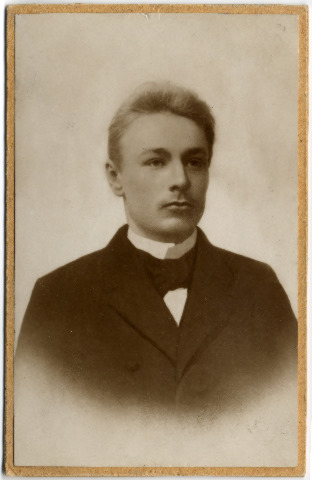
Foto, 1894

Jānis Akuraters (Jēkabpils, 13 de enero de 1876 – Riga, 25 de julio de 1937) fue un escritor neorromántico y militante político letón.

## Biografía
Su padre era guardabosques.
Estudió primaria y secundaria en Jēkabpils; tras graduarse, aprobó el examen de magisterio. Dio clases en Elkšņi (1898), Jumurda (1899–1901), y Riga (1902).
En 1903 empezó a cursar medicina en la Universidad de Moscú, pero no terminó; más tarde estudió leyes y literatura rusa.
Participó en la Revolución rusa de 1905 y vivió en Finlandia, Suecia y Noruega. Regresó a Letonia en 1908.
Fue miembro del Consejo de la Gente y estuvo en el grupo de Fusileros Letones en la Primera Guerra Mundial.
Fundó el Teatro Nacional de Letonia y dirigió la radio nacional de Letonia entre 1930 y 1934.

## Narrativa
- Zvaigžṇu nakts (1905)
- Pēteris Danga (1918)
- Latvijas balladas (1922)
- Uguns ziedi (1925)